# Oratosquillina stephensoni
Oratosquillina stephensoni is een bidsprinkhaankreeftensoort uit de familie van de Squillidae. De wetenschappelijke naam van de soort is voor het eerst geldig gepubliceerd in 1978 door Manning.